# Pronephrium peltatum
Pronephrium peltatum är en kärrbräkenväxtart som först beskrevs av Cornelis Rugier Willem Karel van Alderwerelt van Rosenburgh, och fick sitt nu gällande namn av Holtt. Pronephrium peltatum ingår i släktet Pronephrium och familjen Thelypteridaceae.

## Underarter
Arten delas in i följande underarter:
- P. p. aberrans
- P. p. peninsulare
- P. p. persetiferum
- P. p. tenompokense